# Noviny pod Ralskem
Noviny pod Ralskem är en ort i Tjeckien. Den ligger i den norra delen av landet, 70 km norr om huvudstaden Prag. Noviny pod Ralskem ligger 291 meter över havet och antalet invånare är 260.
Terrängen runt Noviny pod Ralskem är huvudsakligen platt, men den allra närmaste omgivningen är kuperad.Runt Noviny pod Ralskem är det ganska tätbefolkat, med 104 invånare per kvadratkilometer. Närmaste större samhälle är Česká Lípa, 14,7 km väster om Noviny pod Ralskem. Omgivningarna runt Noviny pod Ralskem är en mosaik av jordbruksmark och naturlig växtlighet.